# Kombinat Handelstechnik
Der VEB Kombinat Handelstechnik Berlin war ein in den 1970er Jahren gegründetes Kombinat in der DDR. Es wurde 1990 infolge der politischen Wende aufgelöst, seine Betriebe konnten teilweise reprivatisiert werden.

## Geschichte
Der VEB Kombinat Handelstechnik umfasste Betriebe aus dem Bereich Laden- und Verkaufseinrichtungen und war im Ladenbau aktiv. Dazu gehörten der Vertrieb von Verkaufsraumeinrichtungen wie Regalen und Warenträgern sowie die Bereitstellung von Registrierkassen, Waagen und Verkaufsautomaten. Auch Großkücheneinrichtungen gehörten zum Vertriebsspektrum. Neben der Eigenfertigung diverser Produkte agierte das Kombinat zudem als Händler von Maschinen und Geräten, die aus dem sozialistischen Ausland importiert wurden.
Die Kombinatsleitung hatte ihren Sitz in Berlin-Mitte, wo sich in der Clara-Zetkin-Straße 103 (seit 1995 wieder Dorotheenstraße) auch die Bereiche Ökonomie, Produktion und Materialwirtschaft befanden, in der Oranienburger Straße 87 gab es den Bereich Beschaffung und Absatz.

Das Kombinat unterstand dem Ministerium für Handel und Versorgung der DDR.
Im Ergebnis der Wende und der anschließenden Wiedervereinigung wurde das Kombinat 1990 aufgelöst, und seine Betriebe wurden privatisiert oder abgewickelt.

## Zugehörige Betriebe
Zum Kombinat gehörten zuletzt die folgenden Betriebe: 
- VEB Automatic Glauchau
- VEB Getränkeautomaten Berlin
- VEB Handelsausrüstungen Leipzig
- VEB Handelstechnische Anlagen Berlin
- VEB Handelstechnische Anlagen Dresden
- VEB Handelstechnische Anlagen Erfurt
- VEB Handelstechnische Anlagen Leipzig
- VEB Handelstechnische Anlagen Neubrandenburg
- VEB Handelstechnischer Kundendienst Luckenwalde
- VEB Ladenbau Gotha
- VEB Ladenbau Waldheim
- VEB Ladenbau Zwickau
- VEB Ladenindustrie Erfurt
- VEB Nordstahl Nordhausen
- VEB Rationalisierungs- und Forschungszentrum Handelstechnik Berlin
- VEB Regal- und Stahlbau Oelsen
- VEB Spezialmöbel Niederlungwitz